# Xe quét đường

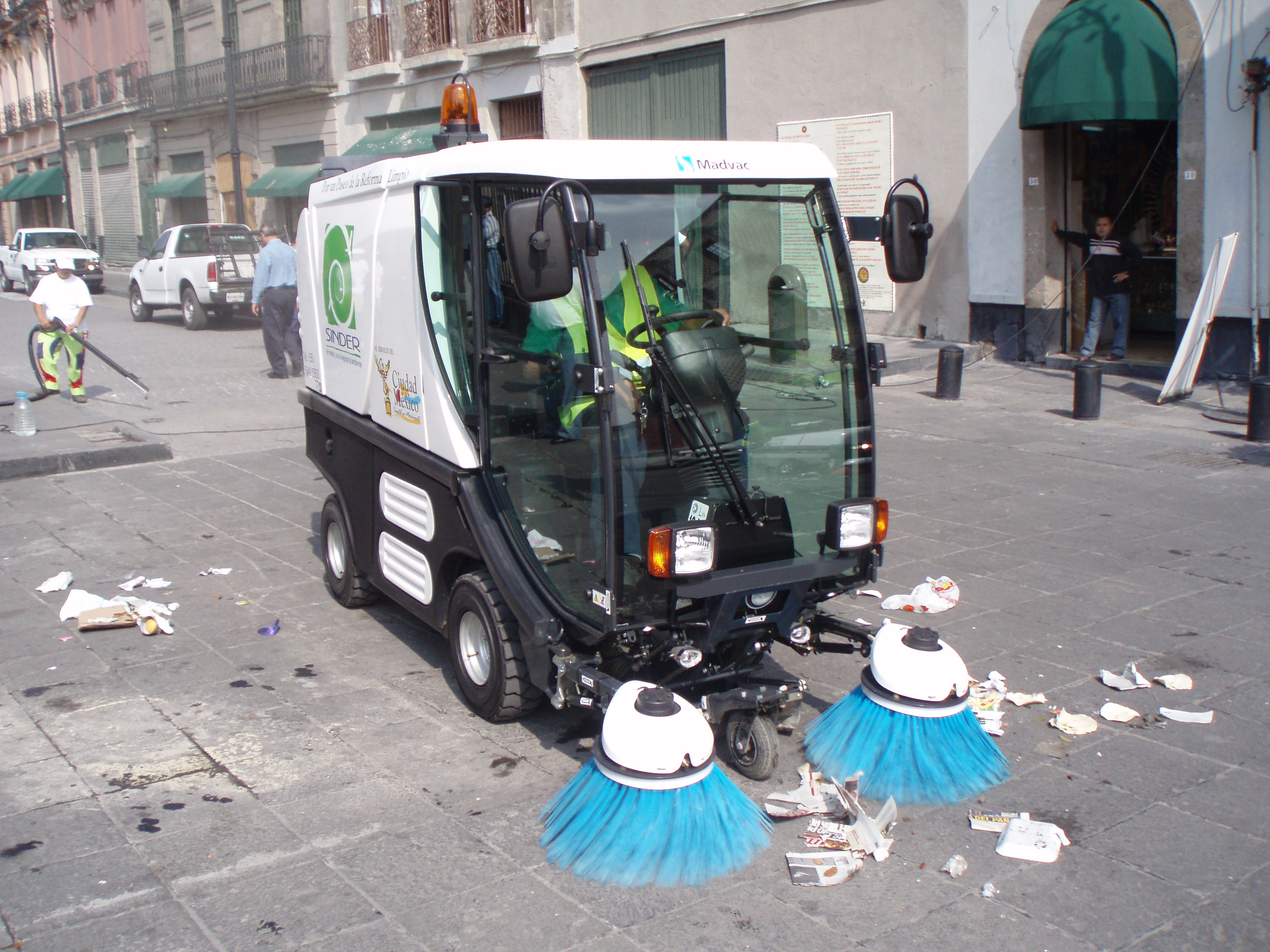
Một chiếc xe quét đường chuyên dụng tại México

Xe quét đường là loại xe chuyên dụng để quét dọn rác trên đường phố, vỉa hè, bãi cỏ hay công viên. Nó có bộ phận quét đường giống như cây chổi có khả năng lau chùi và hút sạch rác thải. Máy móc chuyên dụng đã được tạo ra trong thế kỷ 19 để làm công việc này hiệu quả hơn. Ngày nay, xe quét đường phố hiện đại được gắn trên xe tải  và có thể hút sạch các mảnh vỡ  nhỏ tích tụ trên đường phố.

## Lịch sử

### Xe quét đường tạiVương quốc Anh

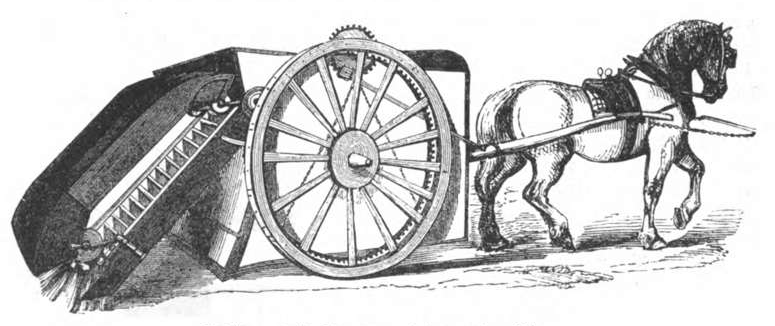
Xe quét đường cổ điển

Vào năm 1840, tại Manchester, Anh, đã trở nên nổi tiếng là thành phố công nghiệp đầu tiên. Manchester là nơi có dịch vụ đường sắt chở khách đầu tiên trên thế giới và đã có một trong những ngành công nghiệp dệt may lớn nhất của thời điểm đó. Kết quả là, các đô thị mạnh mẽ được cho là nơi không tốt cho sức khỏe mà người Anh phải sống. Trong phản ứng với môi trường thiếu vệ sinh này, Joseph Whitworth đã phát minh ra các xe quét đường phố cơ khí. Các xe quét đường phố được thiết kế với mục đích chính để loại bỏ rác từ đường phố để duy trì các mục tiêu an toàn và thẩm mỹ. 

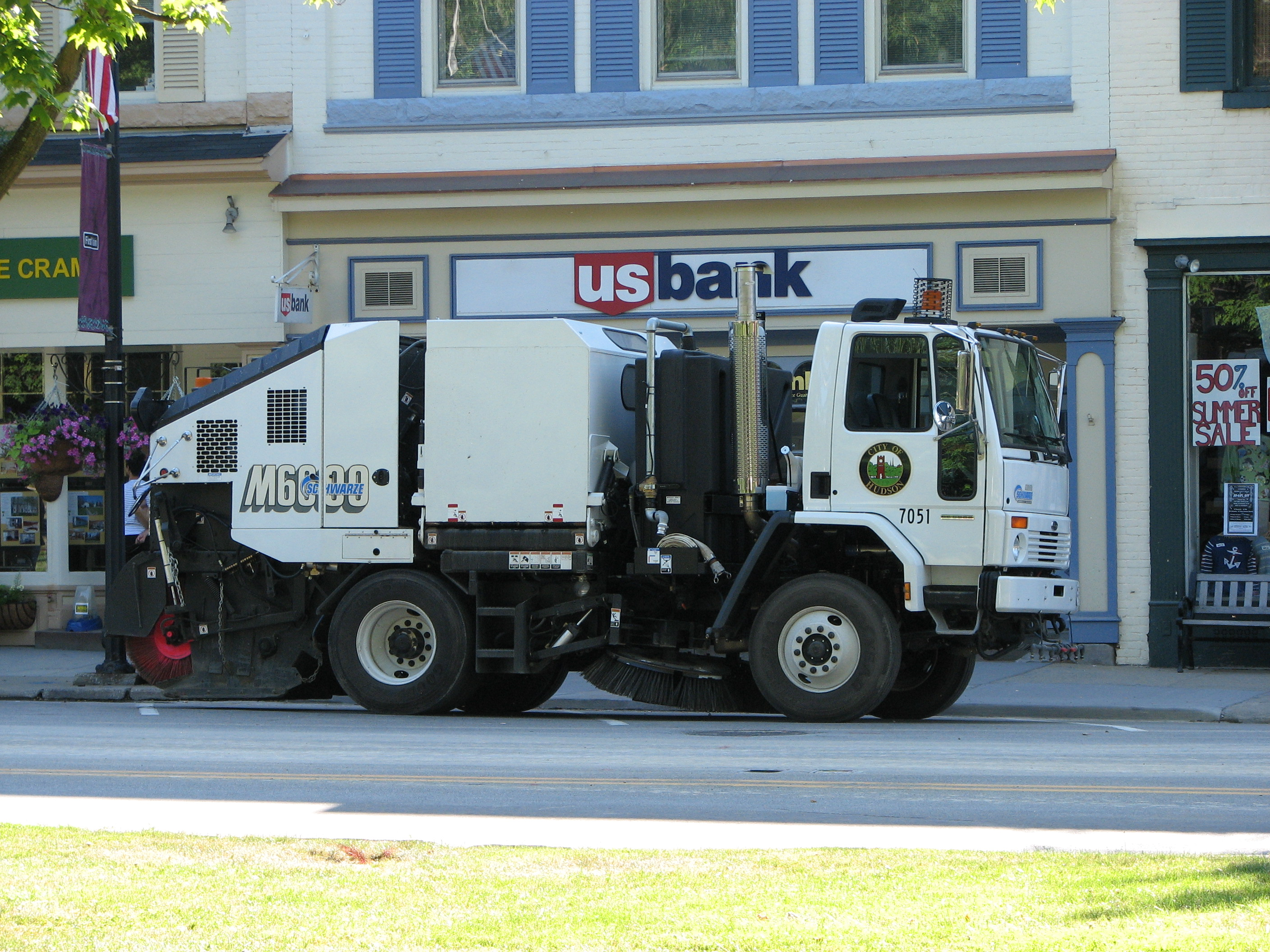
Một chiếc xe quét đường hiện đại được gắn vào chiếc xe tải

## Xe quét đường hiện đại
Xe quét đường phố mới có khả năng thu thập các hạt nhỏ của mảnh vỡ.  Nhiều xe quét đường phố được sản xuất hiện nay là PM10 chứng nhận,  có nghĩa là họ có khả năng thu thập và giữ các hạt vật chất có kích thước nhỏ hơn 10μm.  Mặc dù có những tiến bộ trong đường phố công nghệ quét, các loại chổi quét tài khoản đường cơ khí cho khoảng 90 phần trăm của tất cả các xe quét đường phố sử dụng tại Hoa Kỳ ngày nay.
Xe quét đường phố hiện đại được trang bị bể chứa nước và bình xịt dùng để nới lỏng các hạt và giảm bụi. Các chổi thu thập các mảnh vỡ vào một khu vực bộ sưu tập chính mà từ đó nó được hút chân không và bơm vào một thùng thu gom hoặc phễu.